# Pilot of My Destiny
Pilot of My Destiny — дебютный студийный альбом американской певицы и пианистки Дайан Шуур, выпущенный в 1982 году на независимом лейбле Great American Records. Альбом был записан в 1981 году в Сиэтле, в него вошли некоторые из её оригинальных композиций.

## Отзывы критиков
Майкл Хоффман из Arizona Daily Star, заявил, что альбом пострадал от «плохого производства и распространения», поэтому имел не очень хорошие результаты. Рецензент Billboard написал: «Десять приятных для прослушивания композиций исполняет эта леди из Такомы, которая также прекрасно играет на фортепиано с бэк-группой из восьми человек. Выделяются „Life Goes On“ и „In Your Own Sweet Way“».

## Список композиций
1. «’Round Midnight» (Телониус Монк, Кути Уильямс, Берни Хэниген) — 5:09
2. «Love Conquers All» (Аллан Ландон, Арнольда Алард) — 3:39
3. «Black Coffee» (Сонни Бёрк, Пол Фрэнсис Уэбстер) — 3:18
4. «Zaius» (Эдди Расс, Джеймс Джарретт) — 2:52
5. «Seven Steps to Heaven» (Майлз Дэвис, Виктор Фельдман) — 4:03
6. «Life Goes On» (Дайан Шуур) — 3:04
7. «Pilot of My Destiny» (Дайан Шуур) — 4:23
8. «In Your Own Sweet Way» (Дейв Брубек, Айола Брубек) — 7:58
9. «She» (Крис Этридж, Грэм Парсонс) — 3:39
10. «Strokin’ the Night Away» (Дж. В. Хелфанд) — 2:52

## Участники записи
- Бас-гитара — Дэн Дин, Дэйв Питерсон
- Вокал, клавишные — Дайан Шуур
- Гитара — Алан Тото, Дэйв Питерсон
- Ударные — Крис Лейтон
- Клавишные — Тед Бранкато
- Продюсер, автор записи — Боб Крински
- Тенор-саксофон, флейта, альт-флейта — Гэри Хербиг
- Тромбон — Джулиан Пристер
- Труба — Ричард Персон

Сведения взяты из аннотации к альбому.